# 塔山街道 (六盘水市)
塔山街道，是中华人民共和国贵州省六盤水市六枝特区下辖的一个街道办事处。
2015年3月27日，贵州省人民政府批复同意六枝特区乡镇行政区划调整，新设置的塔山街道辖原平寨镇电厂社区、六枝社区、四方坡社区、那固坝社区、四角田社区、塔山社区、凉水井社区、高峰村，办事处驻塔山社区。

## 行政区划
塔山街道下辖以下地区：
凉水井社区、那固坝社区、六枝社区、四角田社区、高峰村、那固村、六枝村和塔山村。